# Joe Choynski
Joseph Bartlett „Joe” Choynski (ur. 8 listopada 1868 w San Francisco, zm. 24 stycznia 1943 w Cincinnati) – amerykański bokser zawodowy, jeden z czołowych pięściarzy przełomu XIX i XX wieku.
Urodził się w rodzinie imigrantów żydowskich. Jego ojciec, Isidore Choynski, pochodzący z Polski, był absolwentem Uniwersytetu Yale, który później osiedlił się w Kalifornii i był dziennikarzem i wydawcą, a także księgarzem.
Joe Choynski rozpoczął karierę boksera zawodowego w 1889. W tym samym roku 30 maja w Fairfax zmierzył się z Jamesem J. Corbettem. Walkę przerwała po 4 rundach interwencja policji, uznano ja więc za nieodbytą. Kolejną walkę stoczyli ci sami bokserzy 5 czerwca na barce u wybrzeży miasta Benicia. Wygrał ją Corbett przez nokaut w 27. rundzie. W 1892 Choynski pokonał przez nokaut 39-letniego George'a Godfreya, a w 1894 przegrał przed czasem z Bobem Fitzsimmonsem.
W 1896 Choynski przegrał z Tomem Sharkeyem i Peterem Maherem, a 30 listopada 1897 w San Francisco zremisował po 20 rundach z Jimem Jeffriesem. Jeffries opowiadał później, że najsilniejszym ciosem, jaki w życiu otrzymał, był lewy sierpowy zadany przez Choynskiego. W 1989 Choynski zremisował z Sharkeyem i przegrał na punkty z Gusem Ruhlinem, a w 1899 został pokonany i zremisował z Kidem McCoyem. McCoy pokonał go również przed czasem w 1900.
29 sierpnia 1899 w Dubuque w stanie Iowa Choynski pokonał na punkty po 20 rundach Jima Ryana z Australii. Walka ta jest określana przez niektórych historyków boksu jako pierwsza walka o mistrzostwo świata w wadze półciężkiej. Choynski obronił ten tytuł 25 września 1899 w Louisville wygrywając przez nokaut w 7. rundzie z Jimem Hallem oraz 20 października tego roku w Nowym Jorku, po zwycięstwie w rewanżowym pojedynku z Ryanem, również przez nokaut w 7. rundzie. 12 stycznia 1900 w Nowym Jorku Kid McCoy znokautował Choynskiego pod koniec 3. rundy. Choynski nie był w stanie kontynuować walki w 4. rundzie, i przegrał przed czasem. Również ta walka jest uważana za pojedynek o tytuł mistrza świata wagi półciężkiej.
W tym samym roku Choynski pokonał Petera Mahera i przegrał z Joe Walcottem oraz z Tomem Sharkeyem.
25 lutego 1901 w Galveston Choynski odniósł jeden ze swych największych triumfów, wygrywając przez nokaut w 3. rundzie z Jackiem Johnsonem. Po walce obaj bokserzy zostali aresztowani i spędzili w więzieniu 4 tygodnie, ponieważ walki między pięściarzami należącymi do różnych ras były zakazane. Choynski dawał w więzieniu lekcje boksu.

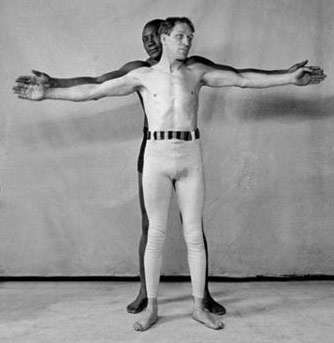
Choynski i Jack Johnson (z tyłu) w 1909

W 1902 Choynski przegrał z „Philadelphia” Jackiem O’Brienem na punkty, a w 1903 wygrał z Maherem i stoczył walki no decision z O’Brienem i Marvinem Hartem. Zakończył karierę w 1904.
Joe Choynski został wybrany w 1998 do Międzynarodowej Bokserskiej Galerii Sławy.